# Vítějeves
Vítějeves je obec v okrese Svitavy v Pardubickém kraji. Žije zde 428 obyvatel.

## Historie
První písemná zmínka o obci pochází z roku 1437.

## Obyvatelstvo
| Rok            | 1869 | 1880 | 1890 | 1900 | 1910  | 1921 | 1930 | 1950 | 1961 | 1970 | 1980 | 1991 | 2001 | 2011 | 2021 |
| -------------- | ---- | ---- | ---- | ---- | ----- | ---- | ---- | ---- | ---- | ---- | ---- | ---- | ---- | ---- | ---- |
| Počet obyvatel | 808  | 832  | 891  | 978  | 1 003 | 896  | 833  | 602  | 591  | 572  | 525  | 435  | 401  | 419  | 394  |
| Počet domů     | 129  | 131  | 133  | 133  | 137   | 139  | 156  | 182  | 166  | 162  | 158  | 180  | 193  | 204  | 208  |

## Obecní správa

### Obecní symboly
Znak a vlajka byly obci uděleny rozhodnutím předsedy Poslanecké sněmovny Parlamentu České republiky dne 7. října 2003.

## Pamětihodnosti
- Kostel svaté Kateřiny
- Pomník osvobození

## Osobnosti
- Zdeněk Otava (1902–1980) – český operní pěvec, profesor zpěvu na Akademii múzických umění
- Božena Marečková (1922–???) – česká politička